# Maria Germanova
Maria Nikolaïevna Germanova (en russe : Мария Николаевна Германова, née le 24 janvier 1885 à Moscou et morte le 9 avril 1940 à Boulogne-Billancourt, est une actrice d'origine russe.

## Biographie
De 1902 à 1919, Maria Germanova, formée par Vladimir Nemirovitch-Dantchenko, est l'une des principales actrices du Théâtre d'art de Moscou.
Elle participe aux débuts du cinéma russe, jouant notamment le rôle principal dans le film Anna Karénine de Vladimir Gardine en 1914.
Après la scission causée par la Révolution de 1917, elle fait partie durant les années 1920 des anciens membres du Théâtre d'art de Moscou actifs à Prague, puis à Paris, Londres et aux États-Unis.
Elle enseigne aux États-Unis en 1929-1930 au Laboratory Theater fondé par Richard Boleslawski, contribuant, avec d'autres anciens membres du Théâtre d'art de Moscou, à y établir l'influence de Constantin Stanislavski.

## Théâtre
- 1908 : L'Oiseau bleu de Maurice Maeterlinck (avec le Théâtre d'art de Moscou)
- 1910 : Les Frères Karamazov le rôle de Grouchenka
- 1929 : Les Trois Sœurs d'Anton Tchekhov (mise en scène de Georges Pitoëff au théâtre des Arts) : Olga[4],[5]

## Filmographie
- 1914 : Anna Karénine, de Vladimir Gardine : Anna Karénine
- 1916 : Ugolok de Cheslav Sabinsky

## Photos

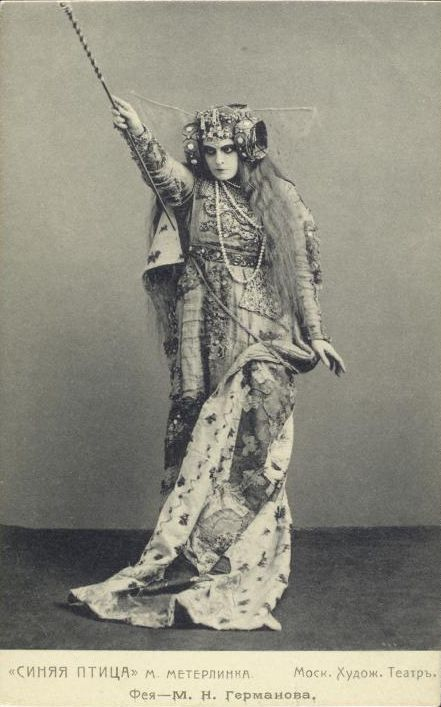
En sorcière dans L'Oiseau bleu en 1908
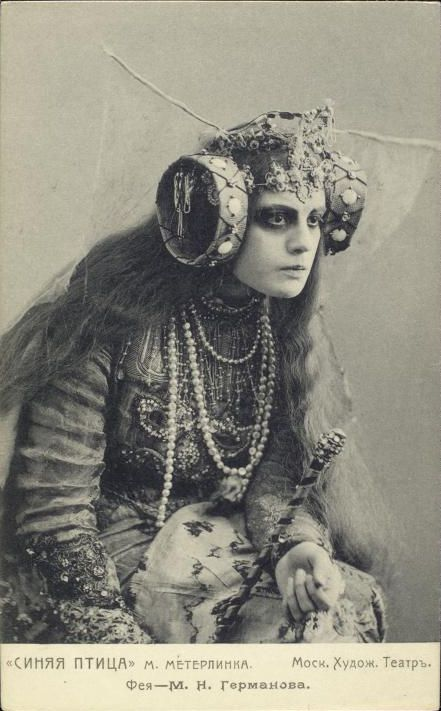
En sorcière dans L'Oiseau bleu en 1908
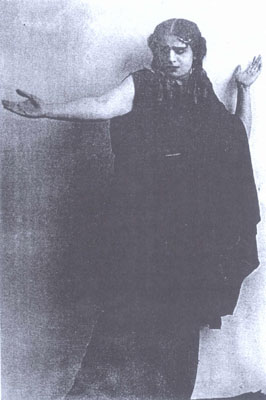
En Médée vers 1926
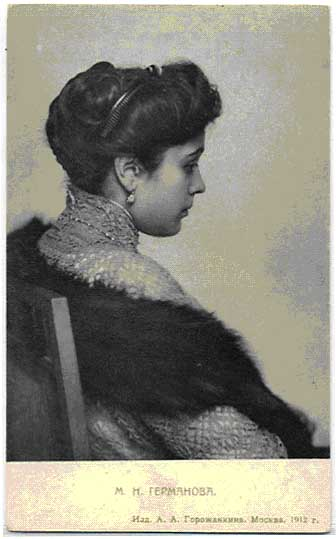
En 1912